# Beschädigtenrente
Die Beschädigtenrente ist eine Leistung des deutschen sozialen Entschädigungsrechts, die in den §§ 29–34 des Bundesversorgungsgesetzes geregelt ist. Zahlreiche andere Gesetze, die Schädigungen ausgleichen sollen, verweisen ebenfalls auf die dortgenannten Regelungen.

## Grad der Schädigungsfolgen
Die Höhe der Beschädigtenrente bestimmt sich nach dem Grad der Schädigungsfolgen (GdS). Dieser bewertet die Schädigungen, die dem Beschädigten entstanden sind. Er ist in Zehnerschritten von 10 bis 100 zu bewerten.
Der Grad der Schädigungsfolgen kann unabhängig von den konkreten Schäden höher bewertet werden, wenn durch die Schädigung die Beschäftigung im bisherigen oder angestrebten Beruf erheblich beeinträchtigt ist, insbesondere wenn der bisherige oder angestrebte Beruf nicht mehr ausgeübt werden kann oder die Ausübung mit erheblichen Einschränkungen verbunden ist (§ 30 Abs. 2 BVG). Besteht jedoch ein Anspruch auf Leistungen der medizinischen Rehabilitation oder Leistungen zur Teilhabe am Arbeitsleben und sind diese erfolgversprechend, wird der GdS erst nach Abschluss dieser Maßnahmen erhöht (§ 29 BVG).

## Leistungen

### Grundrente
Die Grundrente nach § 31 BVG wird einkommensunabhängig geleistet und richtet sich nach dem festgestellten GdS. Die Höhe beträgt aktuell (Stand 28. Juni 2022):
| GdS  | Leistungshöhe |
| ---- | ------------- |
| 30   | 164 Euro      |
| 40   | 223 Euro      |
| 50   | 298 Euro      |
| 60   | 379 Euro      |
| 70   | 526 Euro      |
| 80   | 635 Euro      |
| 90   | 763 Euro      |
| 1000 | 854 Euro      |

Hat der Beschädigte das 65. Lebensjahr vollendet, erhält er
| einen Zuschlag von | bei GdS |
| ------------------ | ------- |
| 34 Euro            | 50–60   |
| 41 Euro            | 70–80   |
| 51 Euro            | 090–100 |

Beschädigte, die Anspruch auf Pflegezulage haben, haben mindestens einen Anspruch auf Grundrente in Höhe eines GdS von 50. Erblindet ein Beschädigter aufgrund der Schädigung, erhält er stets die Grundrente in Höhe eines GdS von 100.
Bei zahlreichen anderen Sozialleistungen wird die Grundrente nicht als Einkommen berücksichtigt, so etwa bei der Sozialhilfe und auch beim Arbeitslosengeld II.

### Schwerstbeschädigtenzulage
Erhalten Beschädigte allein aufgrund ihrer Schädigung einen GdS von 100, haben sie Anspruch auf Schwerstbeschädigtenzulage nach § 31 Abs. 4 BVG. Die Höhe der Schwerstbeschädigtenzulage richtet sich nach der hierzu erlassenen Durchführungsverordnung. Berücksichtigt werden bei der Schwerstbeschädigtenzulage allerdings ausschließlich körperliche Schäden, geistige oder psychische Schäden bleiben unberücksichtigt.
Stufe I 99 Euro,
Stufe II 203 Euro,
Stufe III 303 Euro,
Stufe IV 406 Euro,
Stufe V 505 Euro,
Stufe VI 609 Euro

### Ausgleichsrente
Ist aufgrund gesundheitlicher Schäden oder aus Altersgründen eine zumutbare Erwerbstätigkeit nicht oder nur unter sehr erschwerten Bedingungen möglich, besteht nach § 32 BVG Anspruch auf eine Ausgleichsrente. Diese beträgt (28. November 2018):
| GdS   | Leistungshöhe |
| ----- | ------------- |
| 50–60 | 526 Euro      |
| 70–80 | 635 Euro      |
| 90    | 763 Euro      |
| 100   | 854 Euro      |

Eigenes Einkommen wird nach § 33 BVG auf die Ausgleichsrente angerechnet, wobei hier nach Einkommen aus Erwerbstätigkeit und sonstiges Einkommen unterschieden wird. Als Einkommen aus Erwerbstätigkeit zählt, anders als im Sozialrecht, auch Verletztengeld, Krankengeld und Versorgungskrankengeld, ebenso der Anteil des Elterngeldes, der 300 Euro übersteigt.
Die genauen Details der Einkommensanrechnung sind in der hierzu erlassenen Durchführungsverordnung festgelegt. Besteht aufgrund des Einkommens kein Anspruch auf Ausgleichsrente, wird das Einkommen zusätzlich auch auf den Ehegattenzuschlag und den Kinderzuschlag angerechnet.
Minderjährige Beschädigte erhalten bis zum 14. Lebensjahr nur 30 Prozent, bis zum 18. Lebensjahr nur 50 Prozent der Ausgleichsrente, es sei denn, sie haben keine unterhaltspflichtigen Angehörigen. Die Gewährung von Ausgleichsrente an Minderjährige ist von den wirtschaftlichen Verhältnissen der Familie abhängig. Bei einer Ausbildungsvergütung werden 77 Euro nicht angerechnet (§ 34 BVG).

### Ehegattenzuschlag
Schwerbeschädigte (GdS von mindestens 50) haben Anspruch auf einen Ehegattenzuschlag nach § 33a BVG in Höhe von 91 Euro.[veraltet] Dies gilt auch, wenn die Ehe geschieden oder annulliert wurde, aber der Schwerbeschädigte für ein Kind aus der Ehe zu sorgen hat.

### Kinderzuschlag
Schwerbeschädigte erhalten für jedes Kind im Haushalt einen Kinderzuschlag nach § 33b BVG. Der Kinderzuschlag ist nachrangig gegenüber Kindergeld, Kinderfreibetrag, Kinderzulage und Kinderzuschuss.
Die Anspruchsvoraussetzungen entsprechen größtenteils dem des Kindergeldes, mit dem Unterschied, dass im sozialen Entschädigungsrecht weiterhin die Altersgrenze von 27 Jahren gilt und nicht wie beim Kindergeld eine Altersgrenze von 25 Jahren. Ansonsten entspricht der Kinderzuschlag von der Höhe her dem Kindergeld.
Der Kinderzuschlag kann genau wie das Kindergeld abgezweigt werden.

### Berufsschadensausgleich
Beschädigten steht ein Berufsschadensausgleich nach § 30 Abs. 3 BVG zu, wenn die Schädigung zu einem Einkommensverlust geführt hat. Die Höhe des Berufsschadensausgleich wird von den Besoldungsgruppen der Besoldungsordnung A abgeleitet. Näheres bestimmt die hierzu erlassene Durchführungsverordnung.